# Oribi (Schiff)
HMS Oribi (G66) war ein O-Klasse-Zerstörer der Royal Navy, deren acht Zerstörer am 3. September 1939 als „1st Emergency Flotilla“ bestellt wurden. Der bei Fairfield Shipbuilders in Govan bestellte Zerstörer sollte ursprünglich den Namen Observer erhalten. Da Südafrika den Bau förderte, wurde sie beim Stapellauf am 14. Januar 1941 nach der Antilopenart Oribi benannt. Sie war einer der nur vier Zerstörer (alle O-Klasse) mit der ursprünglich für die Zerstörer der O- und der P-Klasse vorgesehenen Hauptbewaffnung von vier 120-mm-Kanonen.

Der am 5. Juli 1941 in Dienst gestellte Zerstörer wurde im Zweiten Weltkrieg mit den Battle Honours Norway 1941, Malta Convoys 1941, Atlantic 1942-43, North Africa 1942, Arctic 1942-44, und Normandy 1944 ausgezeichnet.
Die zum Jahresbeginn 1946 der Reserve zugewiesene Oribi wurde nach einer Überholung im Sommer 1946 an die Türkische Marine als Ersatz für die Ithuriel übergeben. Sie wurde dort in Gayret umbenannt und bis zum Abbruch 1965 als Kommandoschiff eingesetzt.

## Geschichte des Schiffs
Fairfield war eine der vier Werften, die unmittelbar nach Kriegsausbruch Aufträge für je zwei Zerstörer der neuen O-Klasse, den ersten Zerstörern des Kriegsbauprogramms (War Emergency Programm) erhielten Sechs Wochen später wurden acht weitere identische Zerstörer als P-Klasse bestellt, wobei drei Schiffe bei Fairfield bestellt wurden. Allerdings erhielten nur die ersten Boote von Fairfield (BauNr. 680: Oribi und BauNr. 681:Offa) sowie die als Pathfinder (BauNr. 684) dort begonnene Onslaught und die von John Brown & Company in Clydebank gebaute Onslow (ex Pakenham) die ursprünglich vorgesehene Hauptbewaffnung mit 120-mm-Kanonen. Die anderen vier Zerstörer der O-Klasse und alle Schiffe der P-Klasse erhielten statt der ursprünglich vorgesehenen Hauptbewaffnung 102-mm-Geschütze, die auch zur Flugzeugabwehr geeignet waren.
Die Kiellegung der Oribi und ihres Schwesterschiffs Offa erfolgte am 15. Januar 1940 als erste Einheiten des Kriegsbauprogramms. Oribi lief 14. Januar 1941 als erstes Schiff der neuen Klasse vom Stapel und kam 5. Juli 1941 auch als erstes der Klasse in Dienst.
Während der Bauzeit der O-Klasse hatte die Royal Navy die normalen Flottenzerstörern der A- bis I-Klasse zur besseren Verteidigung gegen Flugzeuge mit einer 102-mm-Flak anstelle des hinteren Torpedorohrsatzes ausgerüstet. Diese Maßnahme wurde auch bei den vier Zerstörern der O-Klasse mit 120 mm-Kanonen durchgeführt, die so ausgerüstet abgeliefert wurden. Als weitere Flak-Bewaffnung verfügten Oribi und ihre drei Schwesterschiffe über einen 40-mm-„pompom“-Vierling hinter dem Schornstein und vier 20 mm-Oerlikon-Maschinenkanonen auf gleicher Höhe neben der Brücke und auf der Scheinwerferplattform zwischen dem verbliebenen Torpedorohrsatz und der 102 mm-Flak.

## Einsätze
Nach ihrer Indienststellung verlegte die Oribi zur Home Fleet nach Scapa Flow, um die Mannschaft auszubilden. Die neuen Zerstörer der O-Klasse sollten die „17th Destroyer Flotilla“ bilden, Oribi als Einzelschiff wurde aber zuerst der „6th Destroyer Flotilla“ zugeteilt. Am 4. August 1941 nahm sie in Scrabster den britischen Premierminister Winston Churchill an Bord, um ihn zum Schlachtschiff Prince of Wales zu bringen. Churchill wollte auf dem Schlachtschiff zur Placentia Bay (Neufundland) fahren, um sich erstmals seit seiner Amtsübernahme mit dem amerikanischen Präsidenten Roosevelt zu treffen, wo sie die Atlantik-Charta vereinbarten, die am 14. August 1941 veröffentlicht wurde. Oribi begleitete mit der Laforey das Schlachtschiff bis weit in den Atlantik und nahm es auf dem Rückmarsch zusammen mit Tartar, Punjabi, Eclipse und Escapade am 17. wieder auf.
Im September wurde die Oribi mit anderen Einheiten der Home Fleet dem größten Versorgungskonvoi für Malta des Krieges mit neun Transportern und 81.000 t militärischer Ausrüstung und Versorgungsgütern zugeteilt. Zusammen mit der Force H lief der Verband am 24. mit dem Flugzeugträger Ark Royal, drei Schlachtschiffen, fünf Kreuzern und 18 Zerstörern ins westliche Mittelmeer (Operation Halberd). Die Kreuzer Kenya, Edinburgh, Sheffield, Hermione und Euryalus bildeten mit den Zerstörern Oribi, Cossack, Zulu, Foresight, Forester, Laforey und Lightning sowie den Geleitzerstörern Farndale und Heythrop die „Force X“, die die neun Transporter durch die Straße von Sizilien bis nach Malta begleiten sollten.
Nach der Trennung vom Deckungsverband wurde am Abend des 27. die Imperial Star (12.427 BRT) von italienischen Torpedobombern getroffen. Oribi sollte das getroffene Schiff, unterstützt von der Heythrop, nach Malta schleppen. Die Versuche scheiterten jedoch und die Konvoiführung entschied, den Transporter selbst zu versenken, um das schwerbeschädigte Schiff nicht in italienische Hände fallen zu lassen und die Geschlossenheit des Verbandes zu erhalten. Oribi übernahm die Besatzung, da die Versenkung nicht sofort gelang, lief sie dann allein hinter dem Verband nach Malta. Am 28. liefen acht Transporter und die Sicherungskräfte in Malta ein, um am Abend zusammen mit der Oribi den britischen Stützpunkt wieder zu verlassen und mit drei leeren Transportern nach Gibraltar zurückzukehren, das von den Einheiten der Home Fleet sofort wieder verlassen wurde.
In Scapa Flow eingetroffenen wurde die „17th Flotilla“  am 8. Oktober 1941 faktisch mit Onslow, Offa und Oribi gebildet, die zum Monatsende Minenleger am südlichen Ende der Northern Barrage zwischen Island und den Färöern sicherten. Anschließend sollten die drei Zerstörer den Schweren Kreuzer Berwick bei der Sicherung des Nordmeergeleitzug PQ 5 unterstützen.
Am 27. November verließen die Zerstörer Island, fanden aber das Geleit wegen falscher Angaben des Flottenstabes nicht. Erst am 3. Dezember fanden sie das von ihnen zu schützende Geleit, dessen Nahsicherung von Minensuchern der Halcyon-Klasse gebildet wurde. Der Geleitzug erreichte mit seinen sieben Transportern ohne Feindkontakt Archangelsk.
Der letzte Einsatz des Jahres der Oribi mit ihren beiden Schwesterschiffen erfolgte vom 24. bis zum 28. Dezember 1941 bei dem Kommando-Raid gegen Vågsøy auf den Lofoten (Operation „Archery“).
- siehe HMS Onslow

### 1942
Im ersten Halbjahr 1942 wurde Oribi wieder zur Sicherung von Nordmeergeleitzügen eingesetzt. Beim ersten Einsatz am Geleitzug PQ 12 erlitt der Zerstörer schwere Wetterschäden und verlor dabei auch zwei Besatzungsmitglieder. Nach einer Reparatur in Russland folgten Einsätze als Local Escort bei QP 9 und PQ 13 zusammen mit russischen Zerstörern und dort stationierten britischen Sloops der Halcyon-Klasse. Als Sicherung des QP 10 mit Marne, Fury, Eclipse und Punjabi sowie zwei Trawlern kehrte die Oribi im April wieder zur Einsatzbasis auf Island zurück. Es folgten weitere Einsätze an PQ 15, QP 11 und PQ 16, ehe vom 30. Mai bis Mitte September eine Überholung des Zerstörers erfolgte.
Wieder im Einsatz wurde Oribi zusammen mit Offa und Onslow den Einheiten für die Unterstützung der alliierten Landung in Nordafrika zugeteilt (Operation Torch), wo sie die schweren Einheiten sicherte.

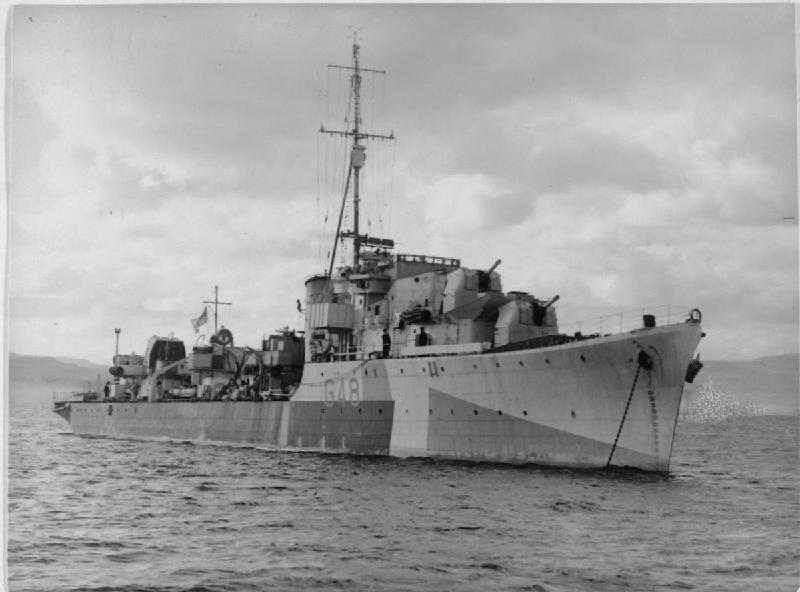
Die Obedient mit 102-mm-Geschützen

Ende November war Oribi wieder in Scapa Flow und bildete dann die Sicherung des Nordmeergeleits JW 51B zusammen mit Onslow, Obedient, Orwell, Obdurate und Achates sowie der Bramble. Die beiden letzten gingen verloren, als die deutschen Schweren Kreuzer Admiral Hipper und Lützow mit Zerstörern versuchten, den Konvoi anzugreifen. Oribi konnte die Schwesterschiffe nicht unterstützen, da sie bei sehr schlechtem Wetter den Anschluss an den Geleitzug verloren hatte und durch totale Vereisung auch ihre Navigationseinrichtungen unbrauchbar waren.
- siehe Seegefecht in der Barentssee

### 1943
Mit dem Rückgeleit RA 52 kehrte Oribi Ende Januar 1943 nach Island zurück und wurde dann bis Mitte März in Hull überholt.
Mit Offa, Obedient, Orwell, Onslaugt und Impulsive bildete sie nun die „3rd Support Group“, um angegriffene Atlantikkonvois gegen U-Boote zu verteidigen. Ab dem 27. März unterstützte die Gruppe die Sicherungen von SC 123, HX 230 und HX 233. Bei der Unterstützung des nach St. John’s laufenden Konvois ONS 5 mit Offa, Impulsive, Penn und Panther sanken dennoch sechs Handelsschiffe. Der Oribi gelang es jedoch das angreifende U-Boot U 125 zu rammen. Das U-Boot konnte nicht mehr tauchen und wurde schließlich von der Korvette Snowflake versenkt. Oribi erlitt einen schweren Schaden am Bug und verlor einen Propeller. Zur Reparatur verlegte der Zerstörer dann nach Boston. Im September war das Schiff wieder einsatzbereit, wurde der „10th Support Group“ zugeteilt und wurde bei der Verteidigung von ONS 19 und SC 143 eingesetzt.
Durch eine Kollision fiel der Zerstörer um die Jahreswende nochmals zwei Monate aus.

### 1944
Von Februar bis Mitte April 1944 erfolgten weitere Einsätze an Nordmeergeleitzügen bei JW 57, RA 57, JW 58 und RA 58.
Ab Mai bereitete sich der Zerstörer auf den Einsatz bei der Invasion in der Normandie vor, wo sie mit den Schwesterschiffen deutsche Schnell- und U-Boote bei Angriffen auf die Landungsstreitkräfte und die Verstärkungskonvois abwehren sollte. Im September wurde der Zerstörer von dieser Aufgabe entbunden.
Von Oktober bis Mitte Dezember 1944 folgten nochmals Einsätze an Nordmeergeleitzügen bei JW 61, RA 61, JW 62 und RA 62. Anschließend wurde die Oribi für Sicherungsaufgabe im Bereich der North Western Approaches abgestellt.

### 1945

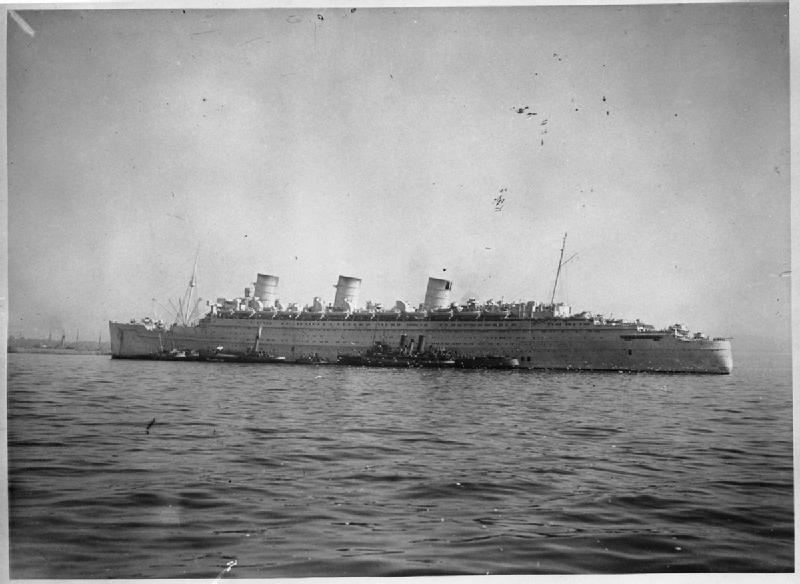
Die Queen Mary als Truppentransporter

In den beiden ersten Monaten des Jahres setzten sich die Aufgaben im Bereich der North Western Approaches fort. Sie geleite nun große Truppentransporter beim Auslaufen in die USA oder ihrem Eintreffen von dort auf den beiden ersten oder letzten Tage ihrer Überfahrt. Die erste Aufgabe war kurz vor Weihnachten 1944 die Sicherung der USS ''Wakefield'' (AP-21), dem ehemaligen Luxusliner Manhattan (1932, 24.289 BRT), die mit über 2800 amerikanischen Soldaten (meist Verwundete) und 1000 Kriegsgefangenen zurück in die Staaten lief. Diese Sicherung in den Zufahrtswegen zur Irischen See und zum Clyde wurden meist von zwei Zerstörern erledigt, wobei Oribi diese Aufträge zusammen mit dem Schwesterschiff Offa, aber auch mit neuen Zerstörern der Ca-Klasse erledigte. Dabei sicherte sie auch die beiden größten Schiffe mit der Queen Elizabeth und der Queen Mary sowie die Île de France, Aquitania, Nieuw Amsterdam und andere Ozeanliner, die die Atlantikpassage mit hoher Geschwindigkeit allein durchführten.
Ab der deutschen Kapitulation im Mai 1945 unterstützt der Zerstörer die Verteilung alliierter Besatzungstruppen und verlegte im Mai 1945 mit dem Leichten Kreuzer Diadem nach Kopenhagen. Beide geleiteten vom 6. bis 8. Juni das deutsche Trossschiff Nordmark nach Rosyth, das später von der Royal navy übernommen wurde. Die in Rosyth stationierte Oribi wurde anschließend mit ihren Schwesterschiffen Offa, Obedient und Obdurate als Wachschiff in Ostseehäfen eingesetzt.
Im Januar 1946 wurde die Oribi außer Dienst gestellt und der Reserve zugewiesen.

## Abgabe an die Türkei
Die HMS Oribi wurde 1946 an die Türkische Marine verkauft und in Gayret umbenannt und erhielt die Nummer D 341.

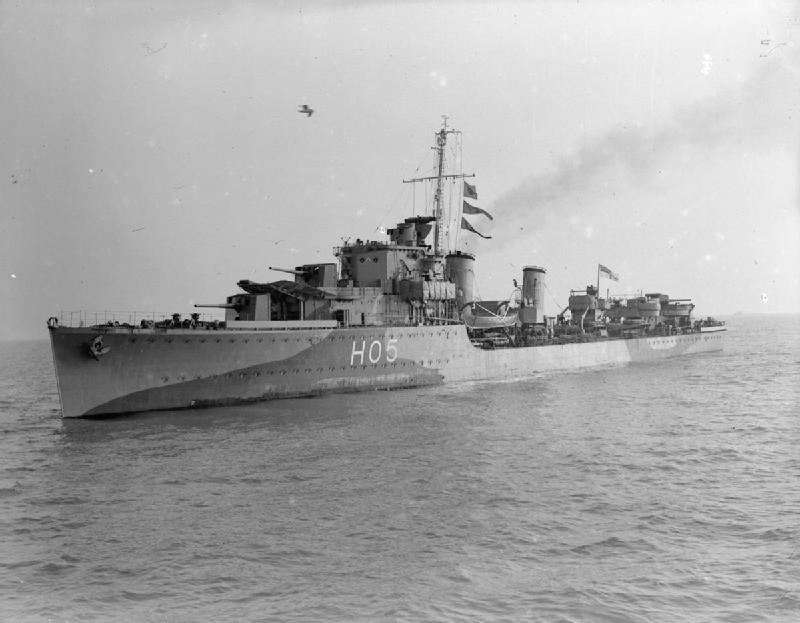
Der Zerstörer Ithuriel, als Gayret für die Türkei begonnen

Für die Türkei waren 1939 vier Zerstörer der Demirhisar-Klasse in Großbritannien im Bau, von denen zwei während des Weltkrieges an die neutrale Türkei abgeliefert wurden, zwei aber in den Dienst der Royal Navy kamen. Die Inconstant wurde Anfang 1946 dann doch noch abgeliefert und erhielt den ursprünglich vorgesehenen Namen Muavenet. Ihr Schwesterschiff Ithuriel war am 28. November 1942 bei einem deutschen Luftangriff auf Bône (heute Annaba) so schwer beschädigt worden, dass sie zum konstruktiven Totalverlust wurde. Sie ersetzte nun die überholte Oribi, die auch den ursprünglich geplanten Namen Gayret erhielt.

Vor Auslieferung wurde die 102-mm-Flak wieder durch einen zweiten Torpedorohrsatz ersetzt. Die leichte Fla-Bewaffnung bestand schon bei Kriegsende aus einem pompom-Vierling und zwei Zwillings- und zwei Einzel-Oerlikon-Maschinenkanonen. Dazu konnten bis zu 60 Wasserbomben mitgeführt werden.
Die Türkei modernisierte das Schiff Anfang der 1950er-Jahre und ersetzte die leichte Flak-Bewaffnung durch zwei 40-mm-Bofors-Zwillingsgeschütze auf dem erheblich vergrößerten hinteren Deckshaus.

1965 wurde der Zerstörer dann aus der Flottenliste gestrichen und abgebrochen.